# Registro (base de datos)

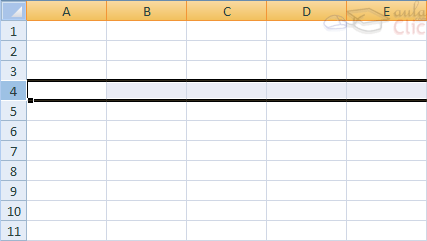
Filas en Excel

En informática, o concretamente en el contexto de una base de datos relacional, un  registro (también llamado fila o tupla) representa un objeto único de datos implícitamente estructurados en una tabla. En términos simples, una tabla de una base de datos puede imaginarse formada de filas y columnas (campos o atributos). Cada fila de una tabla representa un conjunto de datos relacionados, y todas las filas de la misma tabla tienen la misma estructura. No puede haber un registro duplicado, los datos deben ser diferentes en al menos uno de los campos.
Un registro es un conjunto de campos que contienen los datos que pertenecen a una misma entidad. Se le asigna automáticamente un número consecutivo (número de registro) que en ocasiones es usado como índice aunque lo normal y práctico es asignarle a cada registro un campo clave para su búsqueda.